# Milice chrétienne
La Milice chrétienne, aussi connue sous le nom de Milita Christiania, est un projet de croisade contre les Turcs. Fondée en 1616, elle finit par être dissoute en 1628, sans jamais avoir abouti, en raison de la guerre de Trente Ans qui déchire l'Europe à cette époque. 

## Contexte
Dans le cadre des affrontements entre les chrétiens et l’Empire ottoman, il y a de nombreux projets de croisades, mais beaucoup ne se réalisent pas. Généralement, ce qui empêche la tenue des projets de croisades est l’animosité entre les États. C’est le cas en 1508, lorsque, dans le cadre des guerres d’Italie, est signée la ligue de Cambrai. Elle réunit Louis XII, Ferdinand d’Aragon et l’empereur Maximilien, ainsi que le pape Jules II. Cette ligue se déclare en guerre contre les Turcs. Mais, son principal objectif est de renverser l’hégémonie vénitienne sur le littoral adriatique. Les projets de croisades sont donc souvent détournés à d’autres fins.

## Formation et dissolution
Cette Milice chrétienne est un projet de croisade imaginé par le duc de Nevers, Charles de Gonzague et par le capucin François Leclerc de Tremblay (plus connu sous le nom de père Joseph), bras droit du cardinal de Richelieu. En effet, dans l’esprit du père Joseph, la lutte contre les Turcs était nécessaire au salut de la chrétienté. De plus, il estimait que cette entreprise présentait l’avantage de satisfaire la volonté de lutte contre l’Infidèle, permettant ainsi une paix entre tous les chrétiens.
Ainsi, avec la Milice chrétienne, il ne s’agit plus, comme dans les croisades des XIVe et XVe siècles, de tenter d’arrêter l’avancée ottomane en Europe, mais de libérer les lieux saints et délivrer les chrétiens – surtout orthodoxes – du joug ottoman.
Ayant justement des relations avec des notables grecs, le duc de Nevers ne rencontre pas de difficultés en ce qui concerne l’accomplissement des démarches diplomatiques. Il obtient aussi l’autorisation du pape. De cette façon, en 1616, un nouvel ordre militaire et religieux est fondé : la Milice chrétienne. Cet ordre reçoit par ailleurs le soutien d’une partie de la noblesse européenne, mais aussi de plusieurs souverains comme Louis XIII et le roi de Pologne, Sigismond II.
En 1618, le cardinal Borghese, secrétaire d’État du pape, envoie des instructions aux différents groupes de la Milice présents dans les capitales européennes. Mais, le 23 mai, se produit un événement de grande conséquence : la « défenestration de Prague » qui condamne toute l’entreprise et provoque le déclenchement de la guerre de Trente Ans qui oppose les États catholiques et les protestants.
La Milice finit par être définitivement dissoute par le pape en 1628. Il s’agit par ailleurs du dernier grand projet où l’affrontement est justifié par la religion. En effet, à partir du siècle suivant, la dimension religieuse passe en second plan dans l’affrontement.